# Кубок АФК 2019
Кубок АФК 2019 — 16-й розіграш другого за значимістю клубного футбольного турніру Азійської конфедерації футболу (АФК). 
Вперше титул переможця здобув ліванський «Аль-Ахед», фіналістом став північнокорейський клуб 25 квітня. Титул переможця захищала Аль-Кува Аль-Джавія, яка кілька разів підряд перемагала в кубку.

## Формат і учасники
В турнірі беруть участь 44 клуби із 26 асоціацій. Клуби розділені на 5 зон: Західна Азія, Центральна Азія, Південна Азія, Східна Азія, АСЕАН. 
У кваліфікаційному раунді беруть участь 13 команд. В основному раунді візьмуть участь 36 клубів. 31 клуб пройшов туди на пряму, решта будуть боротися за вихід в груповий турнір через сито кваліфікації.
 
Клуби, які займуть перші місця в групах, а також кращі другі команди з Західної зони та зони АСЕАН вийдуть до плей-оф.

### Список учасників
| Команда       |
| ------------- |
| «Аль-Джаїш»   |
| «Аль-Іттіхад» |
| «Аль-Вахдат»  |
| «Аль-Джазіра» |
| «Аль-Кувейт»  |
| «Аль-Кадісія» |
| «Аль-Наджма»  |
| «Малкія»      |
| «Аль-Ахед»    |
| «Неджмех»     |
| «Ес-Сувайк»   |

| Команда           |
| ----------------- |
| «Аль-Наср»        |
| «Хіляль Аль-Кудс» |

| Команда      |
| ------------ |
| «Істіклол»   |
| «Алтин Асир» |
| «Дордой»     |

| Команда   |
| --------- |
| «Худжанд» |

| Команда |
| ------- |
| «Ахал»  |
| «Алай»  |

| Команда            |
| ------------------ |
| «Мінерва Панджаб»  |
| «Абахані»          |
| «Мананг Маршангбі» |

| Команда   |
| --------- |
| «Ченнаїн» |

| Команда             |
| ------------------- |
| «Транспорт Юнайтед» |
| «Коломбо»           |

| Команда              |
| -------------------- |
| «Ханой»              |
| «Біньзионг»          |
| «Серес-Негрос»       |
| «Кайа»               |
| «Лайон Сіті Сейлорс» |
| «Тампінс Роверс»     |
| «Персіджа»           |
| «ПСМ Макассап»       |
| «Янгон Юнайтед»      |
| «Шан Юнайтед»        |
| «Лао Тойота»         |
| «Нагаворлд»          |

| Команда     |
| ----------- |
| «Кітчі»     |
| «25 квітня» |
| «Хан Юень»  |

| Команда  |
| -------- |
| «Тай По» |

| Команда    |
| ---------- |
| «Рьомйонг» |
| «Ерчім»    |

## Кваліфікаційний плей-оф

### Попередній раунд
| Команда 1 | Заг. | Команда 2 | 1-й матч | 2-й матч |
| --------- | ---- | --------- | -------- | -------- |
| «Алай»    | 1–3  | «Ахал»    | 1–2      | 0–1      |

| Команда 1 | Заг. | Команда 2           | 1-й матч | 2-й матч |
| --------- | ---- | ------------------- | -------- | -------- |
| «Коломбо» | 9–2  | «Транспорт Юнайтед» | 7–1      | 2–1      |

| Команда 1 | Заг. | Команда 2  | 1-й матч | 2-й матч |
| --------- | ---- | ---------- | -------- | -------- |
| «Ерчім»   | 0–6  | «Рьомйонг» | 0–3      | 0–3      |

### Раунд плей-оф
| Команда 1         | Заг. | Команда 2  | 1-й матч | 2-й матч |
| ----------------- | ---- | ---------- | -------- | -------- |
| «Хіляль Аль-Кудс» | 3–1  | «Аль-Наср» | 2–1      | 1–0      |

| Команда 1 | Заг.    | Команда 2 | 1-й матч | 2-й матч |
| --------- | ------- | --------- | -------- | -------- |
| «Ахал»    | 1–1 (ч) | «Худжанд» | 1–1      | 0–0      |

| Команда 1 | Заг. | Команда 2 | 1-й матч | 2-й матч |
| --------- | ---- | --------- | -------- | -------- |
| «Коломбо» | 0–1  | «Ченнаїн» | 0–0      | 0–1      |

| Команда 1  | Заг.         | Команда 2 | 1-й матч | 2-й матч |
| ---------- | ------------ | --------- | -------- | -------- |
| «Рьомйонг» | 0–0 пен. 3–5 | «Тай По»  | 0–0      | 0–0 дч   |

## Груповий раунд

### Група A
| Поз | Команда         | І | В | Н | П | ГЗ | ГП | РГ | О  | Кваліфікація       |
| --- | --------------- | - | - | - | - | -- | -- | -- | -- | ------------------ |
| 1   | Аль-Вахдат      | 6 | 4 | 1 | 1 | 12 | 4  | +8 | 13 | Зональні півфінали |
| 2   | Аль-Джаїш       | 6 | 2 | 4 | 0 | 6  | 4  | +2 | 10 | Зональні півфінали |
| 3   | Хіляль Аль-Кудс | 6 | 2 | 2 | 2 | 7  | 11 | −4 | 8  |                    |
| 4   | Неджмех         | 6 | 0 | 1 | 5 | 4  | 10 | −6 | 1  |                    |

### Група B
| Поз | Команда              | І | В | Н | П | ГЗ | ГП | РГ  | О  | Кваліфікація       |
| --- | -------------------- | - | - | - | - | -- | -- | --- | -- | ------------------ |
| 1   | Аль-Джазіра          | 6 | 5 | 1 | 0 | 13 | 2  | +11 | 16 | Зональні півфінали |
| 2   | Аль-Кувейт           | 6 | 3 | 1 | 2 | 6  | 4  | +2  | 10 |                    |
| 3   | Аль-Наджма           | 6 | 2 | 1 | 3 | 6  | 9  | −3  | 7  |                    |
| 4   | Аль-Іттіхад (Алеппо) | 6 | 0 | 1 | 5 | 2  | 12 | −10 | 1  |                    |

### Група C
| Поз | Команда     | І | В | Н | П | ГЗ | ГП | РГ | О  | Кваліфікація       |
| --- | ----------- | - | - | - | - | -- | -- | -- | -- | ------------------ |
| 1   | Аль-Ахед    | 6 | 4 | 2 | 0 | 8  | 3  | +5 | 14 | Зональні півфінали |
| 2   | Малкія      | 6 | 2 | 2 | 2 | 8  | 8  | 0  | 8  |                    |
| 3   | Аль-Кадісія | 6 | 2 | 1 | 3 | 6  | 6  | 0  | 7  |                    |
| 4   | Аль Сувайк  | 6 | 1 | 1 | 4 | 7  | 12 | −5 | 4  |                    |

### Група D
| Поз | Команда    | І | В | Н | П | ГЗ | ГП | РГ | О  | Кваліфікація          |
| --- | ---------- | - | - | - | - | -- | -- | -- | -- | --------------------- |
| 1   | Алтин Асир | 6 | 2 | 4 | 0 | 7  | 4  | +3 | 10 | Міжзональні півфінали |
| 2   | Істіклол   | 6 | 2 | 2 | 2 | 12 | 8  | +4 | 8  |                       |
| 3   | Дордой     | 6 | 2 | 1 | 3 | 9  | 12 | −3 | 7  |                       |
| 4   | Худжанд    | 6 | 2 | 1 | 3 | 6  | 10 | −4 | 7  |                       |

1. 1 2  Очні зустрічі: Худжанд 3–1 Дордой, Дордой 3–0 Худжанд.

### Група E
| Поз | Команда          | І | В | Н | П | ГЗ | ГП | РГ | О  | Кваліфікація          |
| --- | ---------------- | - | - | - | - | -- | -- | -- | -- | --------------------- |
| 1   | Абахані          | 6 | 4 | 1 | 1 | 12 | 5  | +7 | 13 | Міжзональні півфінали |
| 2   | Ченнаїн          | 6 | 3 | 2 | 1 | 9  | 6  | +3 | 11 |                       |
| 3   | Мінерва Панджаб  | 6 | 0 | 5 | 1 | 6  | 7  | −1 | 5  |                       |
| 4   | Мананг Маршангбі | 6 | 0 | 2 | 4 | 5  | 14 | −9 | 2  |                       |

### Група F
| Поз | Команда        | І | В | Н | П | ГЗ | ГП | РГ  | О  | Кваліфікація       |
| --- | -------------- | - | - | - | - | -- | -- | --- | -- | ------------------ |
| 1   | Ханой          | 6 | 4 | 1 | 1 | 23 | 5  | +18 | 13 | Зональні півфінали |
| 2   | Тампінс Роверс | 6 | 4 | 1 | 1 | 17 | 10 | +7  | 13 |                    |
| 3   | Янгон Юнайтед  | 6 | 2 | 0 | 4 | 10 | 14 | −4  | 6  |                    |
| 4   | Нагаворлд      | 6 | 1 | 0 | 5 | 6  | 27 | −21 | 3  |                    |

1. 1 2  Очні зустрічі: Тампінс Роверс 1–1 Ханой, Ханой 2–0 Тампінс Роверс.

### Група G
| Поз | Команда      | І | В | Н | П | ГЗ | ГП | РГ  | О  | Кваліфікація       |
| --- | ------------ | - | - | - | - | -- | -- | --- | -- | ------------------ |
| 1   | Серес-Негрос | 6 | 5 | 0 | 1 | 15 | 6  | +9  | 15 | Зональні півфінали |
| 2   | Біньзионг    | 6 | 4 | 1 | 1 | 13 | 5  | +8  | 13 | Зональні півфінали |
| 3   | Персіджа     | 6 | 2 | 1 | 3 | 12 | 9  | +3  | 7  |                    |
| 4   | Шан Юнайтед  | 6 | 0 | 0 | 6 | 5  | 25 | −20 | 0  |                    |

### Група H
| Поз | Команда            | І | В | Н | П | ГЗ | ГП | РГ  | О  | Кваліфікація       |
| --- | ------------------ | - | - | - | - | -- | -- | --- | -- | ------------------ |
| 1   | ПСМ Макассар       | 6 | 4 | 2 | 0 | 17 | 8  | +9  | 14 | Зональні півфінали |
| 2   | Лайон Сіті Сейлорс | 6 | 3 | 1 | 2 | 9  | 11 | −2  | 10 |                    |
| 3   | Кайа               | 6 | 2 | 2 | 2 | 13 | 7  | +6  | 8  |                    |
| 4   | Лао Тойота         | 6 | 0 | 1 | 5 | 7  | 20 | −13 | 1  |                    |

### Група I
| Поз | Команда   | І | В | Н | П | ГЗ | ГП | РГ  | О  | Кваліфікація          |
| --- | --------- | - | - | - | - | -- | -- | --- | -- | --------------------- |
| 1   | 25 квітня | 6 | 5 | 0 | 1 | 17 | 2  | +15 | 15 | Міжзональні півфінали |
| 2   | Кітчі     | 6 | 3 | 1 | 2 | 11 | 10 | +1  | 10 |                       |
| 3   | Тай По    | 6 | 2 | 2 | 2 | 13 | 15 | −2  | 8  |                       |
| 4   | Хан Юень  | 6 | 0 | 1 | 5 | 4  | 18 | −14 | 1  |                       |

### Рейтинг других місць

#### Західна Азія
| Поз | Груп | Команда    | І | В | Н | П | ГЗ | ГП | РГ | О  | Кваліфікація       |
| --- | ---- | ---------- | - | - | - | - | -- | -- | -- | -- | ------------------ |
| 1   | A    | Аль-Джаїш  | 6 | 2 | 4 | 0 | 6  | 4  | +2 | 10 | Зональні півфінали |
| 2   | B    | Аль-Кувейт | 6 | 3 | 1 | 2 | 6  | 4  | +2 | 10 |                    |
| 3   | C    | Малкія     | 6 | 2 | 2 | 2 | 8  | 8  | 0  | 8  |                    |

#### Зона АСЕАН
| Поз | Груп | Команда            | І | В | Н | П | ГЗ | ГП | РГ | О  | Кваліфікація       |
| --- | ---- | ------------------ | - | - | - | - | -- | -- | -- | -- | ------------------ |
| 1   | G    | Тампінс Роверс     | 6 | 4 | 1 | 1 | 13 | 5  | +8 | 13 | Зональні півфінали |
| 2   | F    | Ханой              | 6 | 4 | 1 | 1 | 17 | 10 | +7 | 13 |                    |
| 3   | H    | Лайон Сіті Сейлорс | 6 | 3 | 1 | 2 | 9  | 11 | −2 | 10 |                    |

## Плей-оф

### Зональні півфінали
У зональних півфіналах грають по 4 команди які кваліфікувалися від Західної зони (групи A – C) та зони АСЕАН (групи F – H).
| Команда 1    | Заг. | Команда 2     | 1-й матч | 2-й матч |
| ------------ | ---- | ------------- | -------- | -------- |
| «Аль-Вахдат» | 0–1  | ««Аль-Ахед»»  | 0–1      | 0–0      |
| «Аль-Джаїш»  | 3–4  | «Аль-Джазіра» | 3–0      | 0–4      |

| Команда 1      | Заг.    | Команда 2      | 1-й матч | 2-й матч |
| -------------- | ------- | -------------- | -------- | -------- |
| «Серес-Негрос» | 2–3     | «Ханой»        | 1–1      | 1–2      |
| «Біньзионг»    | 2–2 (a) | «ПСМ Макассап» | 1–0      | 1–2      |

### Зональні фінали
В Зональних фіналах грають переможці Зональних півфіналів. Переможець Зонального фіналу Західної зони виходить до Фіналу турніру, а переможець фіналу Зони АСЕАН зіграє в Міжзональному півфіналі. Порядок матчів буде визначено жеребкуванням.
| Команда 1     | Заг. | Команда 2  | 1-й матч | 2-й матч |
| ------------- | ---- | ---------- | -------- | -------- |
| «Аль-Джазіра» | 0–1  | «Аль-Ахед» | 0–0      | 0–1      |

| Команда 1   | Заг. | Команда 2 | 1-й матч | 2-й матч |
| ----------- | ---- | --------- | -------- | -------- |
| «Біньзионг» | 0–2  | «Ханой»   | 0–1      | 0–1      |

### Міжзональні півфінали
В Міжзональних півфіналах будуть грати переможці всіх зон, окрім Західної.
| Команда 1 | Заг. | Команда 2    | 1-й матч | 2-й матч |
| --------- | ---- | ------------ | -------- | -------- |
| «Ханой»   | 5–4  | «Алтин Асир» | 3–2      | 2–2      |
| «Абахані» | 4–5  | «25 квітня»  | 4–3      | 0–2      |

### Міжзональний фінал
У Міжзональному фіналі зіграють переможці Міжзональних півфіналів. Переможець пари кваліфікується до фіналу турніру.
| Команда 1 | Заг.    | Команда 2   | 1-й матч | 2-й матч |
| --------- | ------- | ----------- | -------- | -------- |
| «Ханой»   | 2–2 (a) | «25 квітня» | 2–2      | 0–0      |

### Фінал
В фіналі зіграють переможець міжзонального фіналу і зонального фіналу західної зони.
| 4 листопада 2019 UTC+8 (21:00) |

| «25 квітня» | 0:1      | «Аль-Ахед»     |
| ----------- | -------- | -------------- |
|             | Протокол | Ісса Якубу 74' |

| Куала-Лумпур Стедіум, Куала-Лумпур Глядачів: 500 Арбітр: Хеттікамканамге Перера (Шрі-Ланка) |

## Нагороди
| Нагорода            | Гравець              | Команда        |
| ------------------- | -------------------- | -------------- |
| Найкращий гравець   | Мехді Халіль         | «Аль-Ахед»     |
| Найкращий бомбардир | Б'єнвенідо Мараньйон | «Серес-Негрос» |
| Нагорода Fair Play  | —                    | «Аль-Ахед»     |